# ゑ
ゑ, en hiragana, o ヱ en katakana, es un kana japonés que representa una mora. Era pronunciado como "we".
Este kana está obsoleto y raro en el uso diario. De hecho, en onomatopeya y palabras extranjeras, se prefiere el ウェ. Pero a pesar de esto, es un carácter silábico frecuentes en nombres y apellidos (Wehara, que como es un apellido, no se puede escribir 'Uehara', Uwetsu, que es un nombre)
Se presume que el ゑ fue pronunciado asíⓘ.